# Pilosella blyttiana
Pilosella blyttiana — вид рослин із родини айстрових (Asteraceae).

## Біоморфологічна характеристика
Це багаторічна сірувата трав'яниста рослина з наземною розеткою і прямим простим стеблом, що виростає у висоту від 30 до 40 см. Листки наземної розетки сіруваті, цільні, числом від 3 до 7, зворотно-ланцетні, на крилатих ніжках чи сидячі, на верхівці округлі; зірчасті волоски є лише рідко на зворотній середній жилці. Стеблових листків зазвичай 3 або 4. Суцвіття складається приблизно з 6–20 невеликих кошиків. Приквітки в обгортці чорно-зелені, зсередини світлі, волосисті, у тому числі залозисто. Квітки від пурпурових до оранжево-червоних, язичкові, з плоским язичком. Плід коричнево-чорний з пушком. Період цвітіння: з червень і липень.

## Середовище проживання
Зростає у Європі — Норвегія, Швеція, Фінляндія, Франція, Німеччина, Швейцарія, Австрія, Італія, Польща, Чехія, Словаччина, Боснія та Герцеговина, Естонія, Україна, пн.-євр. Росія.

## Галерея

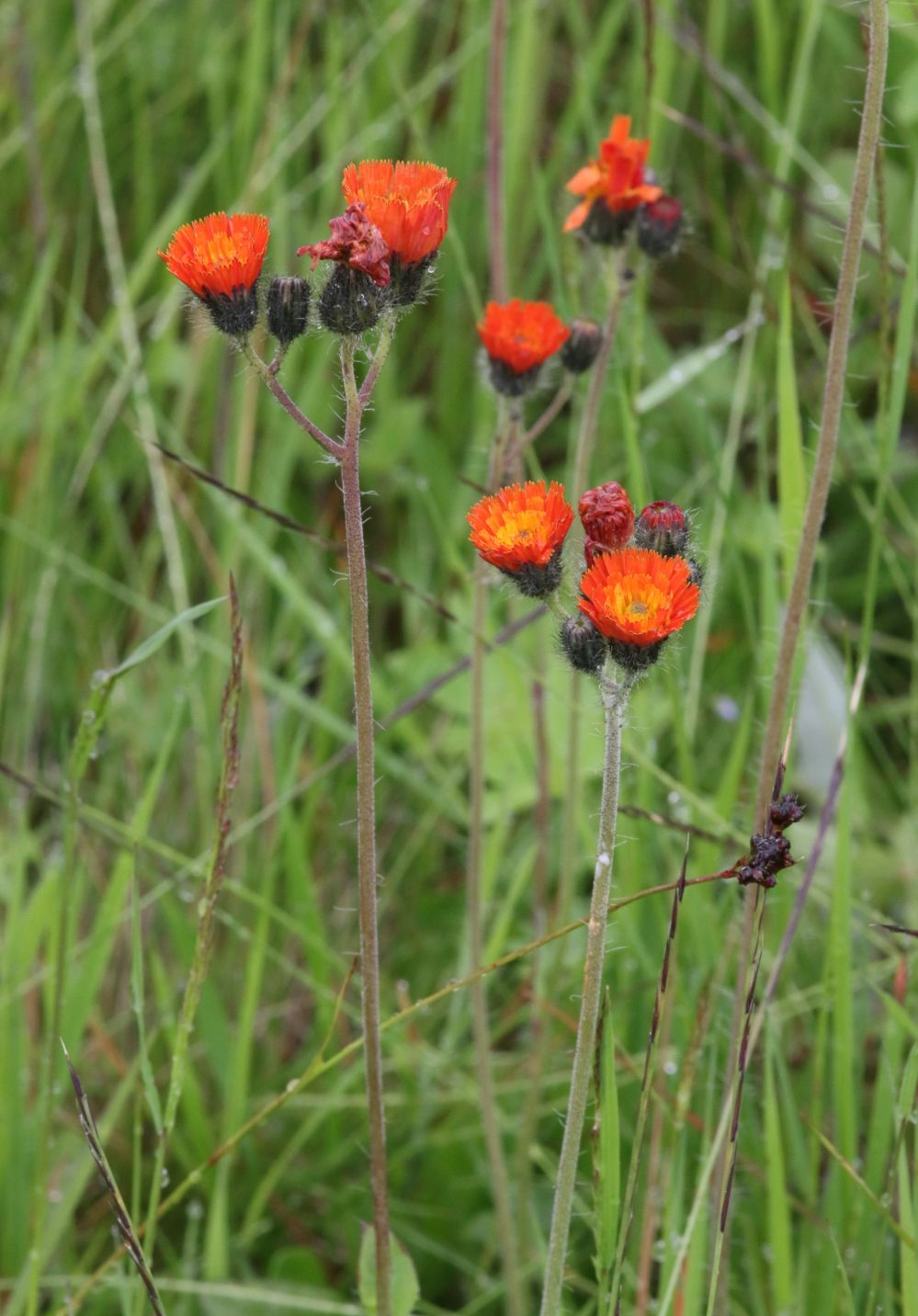
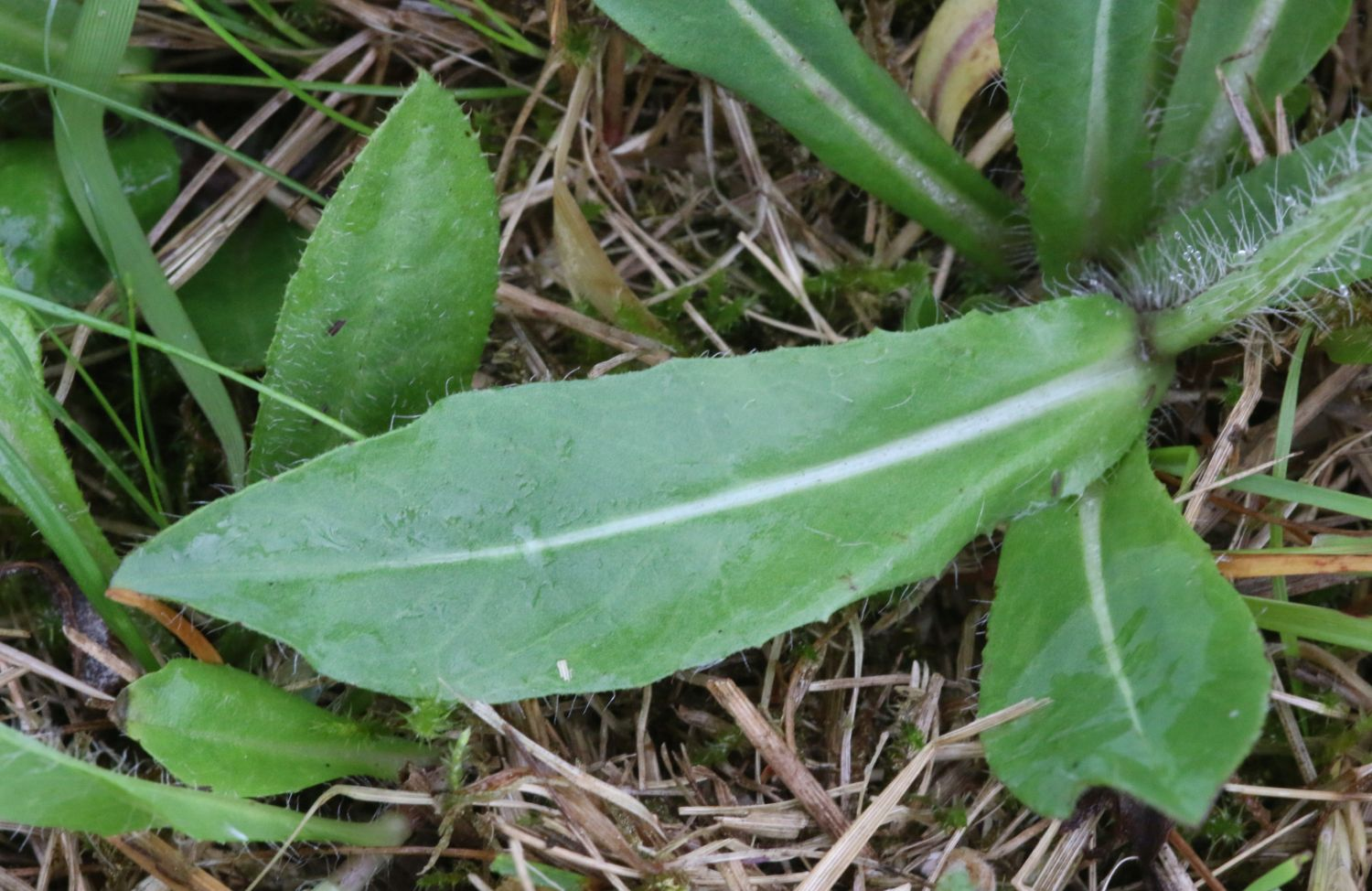